# Feuquières (Oise)
Pour les articles homonymes, voir Feuquières.
Feuquières est une commune française située dans le département de l'Oise en région Hauts-de-France.
Ses habitants sont appelés les Feuquièrois.

## Géographie

### Localisation

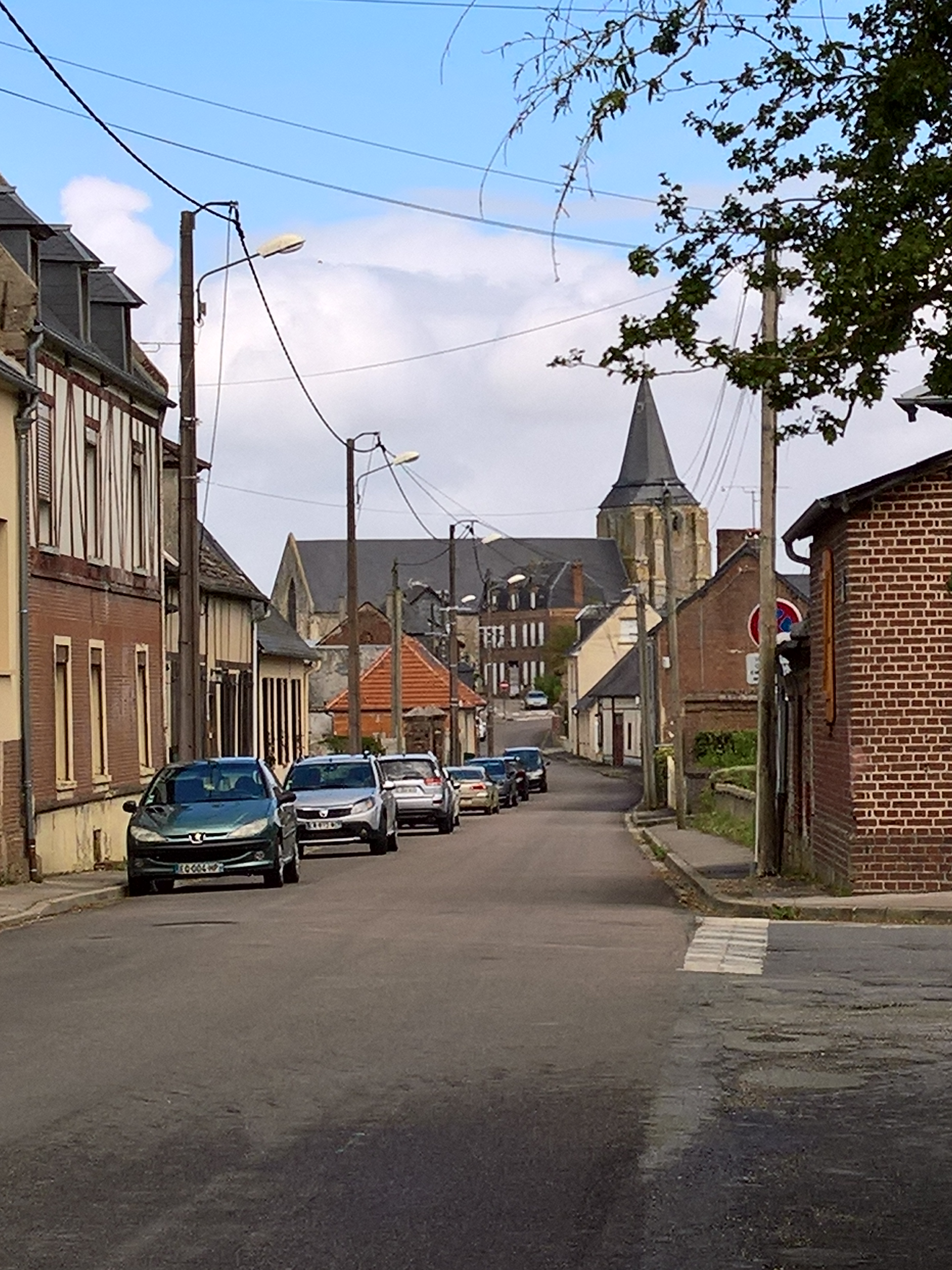
Paysage urbain de la rue Marie-Baurieux.

Feuquières est un bourg picard située sur une plaine ondulée d'altitude voisine des 200 m. inclinée  selon un axe Nord / Sud-Est, en direction de la vallée du petit Thérain et située au nord-ouest du département de l'Oise et de la région Picardie, à 29 km au nord-est de Beauvais et à 15 km au sud-ouest d'Aumale.
Feuquières est située dans l'entité géomorphologique  du  « Plateau  Picard ».

### Communes limitrophes
| Broquiers     |            | Sarcus  |
|               | Feuquières | Brombos |
| Saint-Arnoult | Omécourt   | Hautbos |

### Hydrographie
La commune est traversée par la ligne de partage des eaux entre les bassins hydrographiques Artois-Picardie et Seine-Normandie. Elle n'est drainée par aucun cours d'eau.

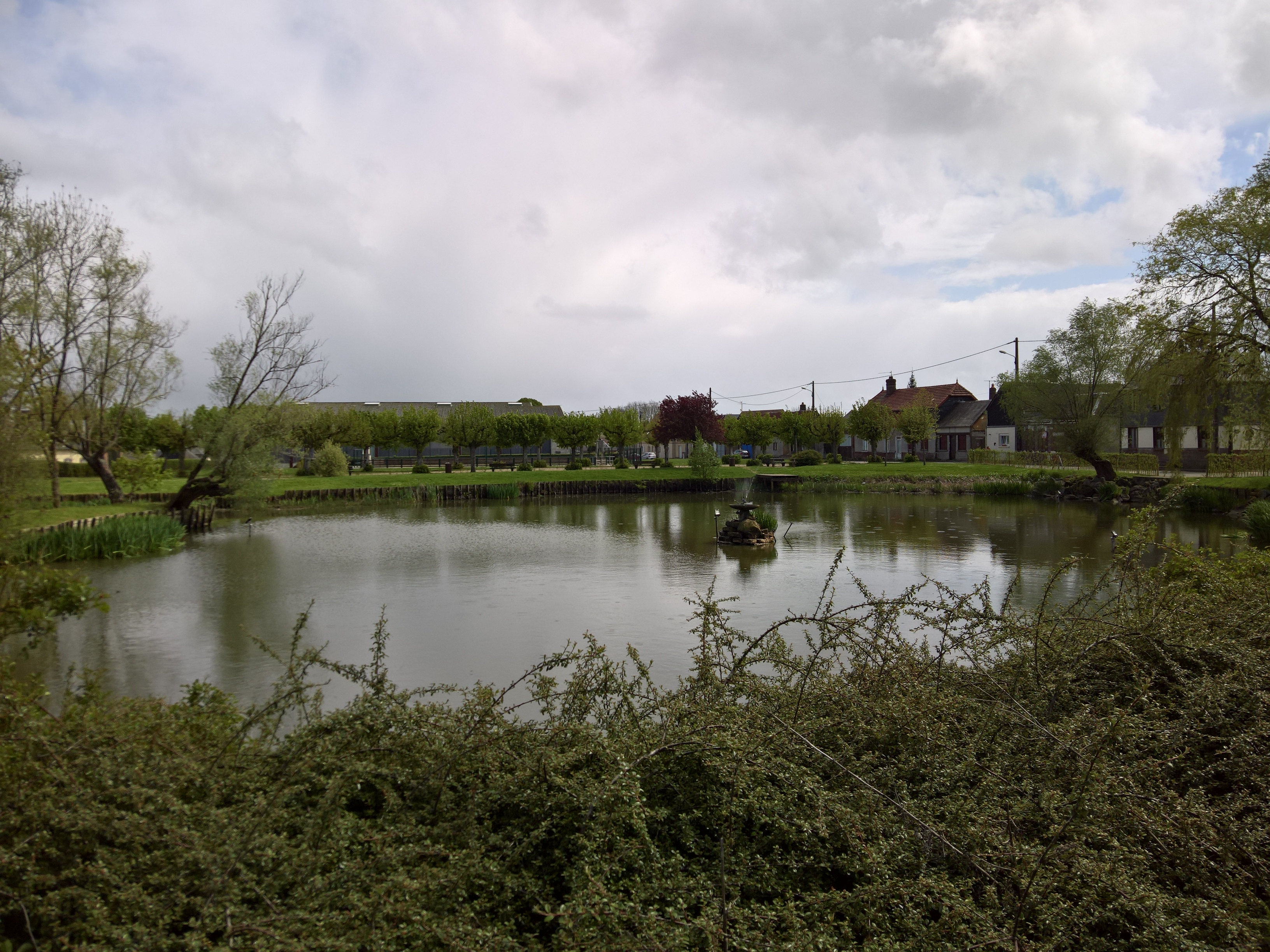
L'étang, place du Frayer.
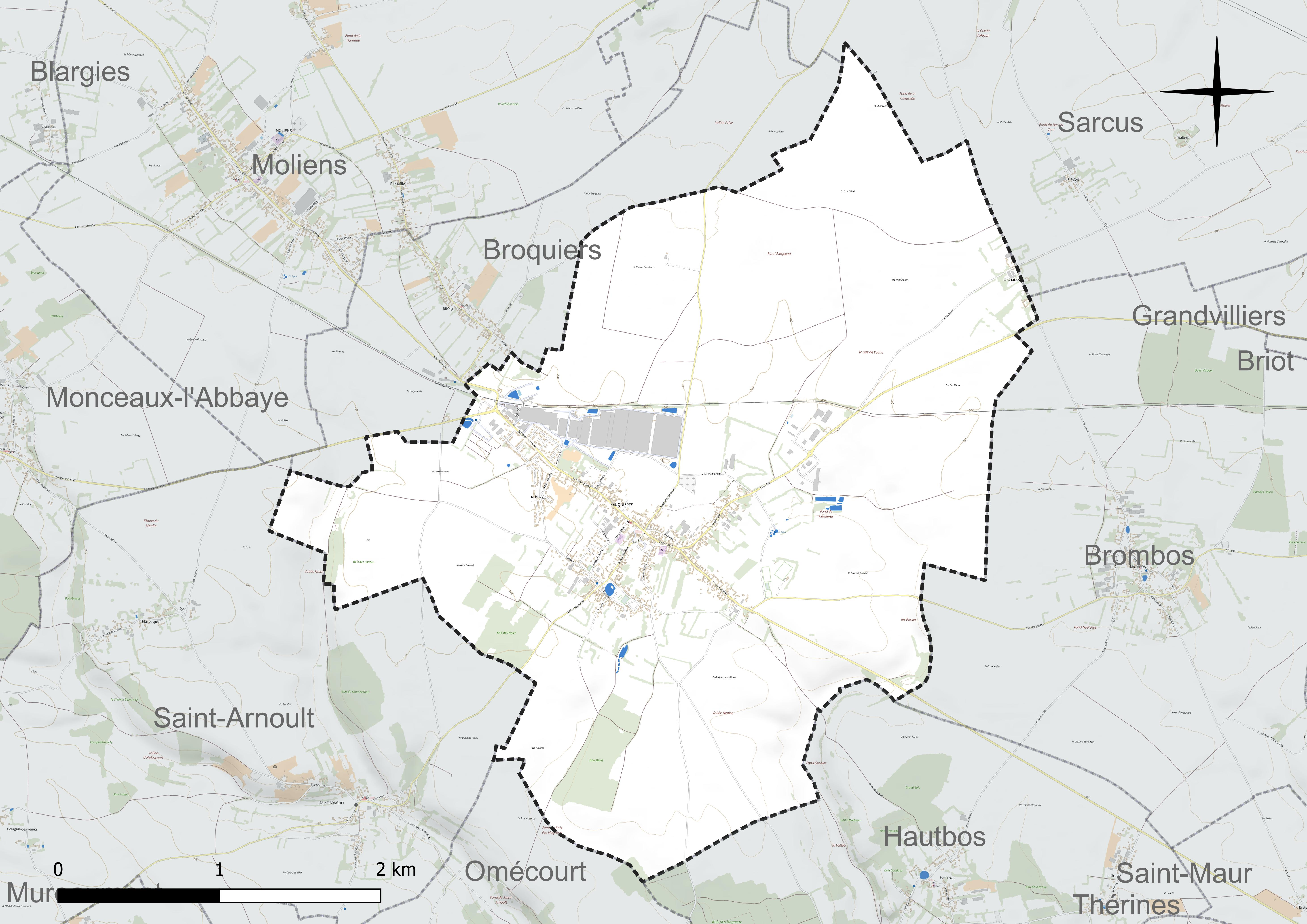
Réseau hydrographique de Feuquières.

### Climat
Pour des articles plus généraux, voir Climat des Hauts-de-France et Climat de l'Oise.
En 2010, le climat de la commune est de type climat océanique dégradé des plaines du Centre et du Nord, selon une étude du CNRS s'appuyant sur une série de données couvrant la période 1971-2000. En 2020, Météo-France publie une typologie des climats de la France métropolitaine dans laquelle la commune est exposée à un climat océanique et est dans la région climatique Côtes de la Manche orientale, caractérisée par un faible ensoleillement (1 550 h/an) ; forte humidité de l'air (plus de 20 h/jour avec humidité relative > 80 % en hiver), vents forts fréquents.
Pour la période 1971-2000, la température annuelle moyenne est de 9,6 °C, avec une amplitude thermique annuelle de 14,7 °C. Le cumul annuel moyen de précipitations est de 852 mm, avec 12,8 jours de précipitations en janvier et 8,9 jours en juillet. Pour la période 1991-2020, la température moyenne annuelle observée sur la station météorologique la plus proche, située sur la commune de Saint-Arnoult à 2 km à vol d'oiseau, est de 10,4 °C et le cumul annuel moyen de précipitations est de 797,2 mm,. Pour l'avenir, les paramètres climatiques de la commune estimés pour 2050 selon différents scénarios d'émission de gaz à effet de serre sont consultables sur un site dédié publié par Météo-France en novembre 2022.
| Mois                                  | jan.          | fév.           | mars           | avril         | mai           | juin          | jui.          | août         | sep.          | oct.          | nov.          | déc.           | année     |
| ------------------------------------- | ------------- | -------------- | -------------- | ------------- | ------------- | ------------- | ------------- | ------------ | ------------- | ------------- | ------------- | -------------- | --------- |
| Température minimale moyenne (°C)     | 1,1           | 1,2            | 2,7            | 4,5           | 7,4           | 10,5          | 12,3          | 12,4         | 10            | 7,9           | 4,5           | 1,7            | 6,3       |
| Température moyenne (°C)              | 3,5           | 4              | 6,5            | 9,6           | 12,4          | 15,8          | 17,9          | 17,7         | 14,9          | 11,4          | 7,1           | 4,1            | 10,4      |
| Température maximale moyenne (°C)     | 6             | 6,9            | 10,3           | 14,6          | 17,5          | 21,2          | 23,4          | 23           | 19,8          | 15            | 9,8           | 6,5            | 14,5      |
| Record de froid (°C) date du record   | −13 18.01.13  | −12,6 12.02.12 | −11,5 04.03.05 | −4,5 07.04.08 | −0,8 06.05.19 | 2,5 14.06.05  | 5 31.07.07    | 4,9 21.08.14 | 2,4 30.09.18  | −3,8 29.10.03 | −5,4 30.11.16 | −12,1 26.12.10 | −13 2013  |
| Record de chaleur (°C) date du record | 14,1 09.01.15 | 17,9 27.02.19  | 23,2 31.03.21  | 25,7 20.04.18 | 29,7 27.05.05 | 34,6 21.06.17 | 40,6 25.07.19 | 37 09.08.20  | 33,1 09.09.23 | 28,5 01.10.11 | 18,5 08.11.15 | 16,6 30.12.22  | 40,6 2019 |
| Précipitations (mm)                   | 75,3          | 63,3           | 65,8           | 45,8          | 68,1          | 53,2          | 58,7          | 70,2         | 50,8          | 70,4          | 78,5          | 97,1           | 797,2     |

### Milieux naturels et biodiversité
Le territoire communal comprend deux zones naturelles d'intérêt écologique, faunistique et floristique (ZNIEFF) : 
- ZNIEFF  de  type  I  n°220014087  dite du « Bois  de  Saint-Deniscourt  et  des Magneux » (211,27 ha). Cette ZNIEFF comprenant des   chênaies-hêtraies acidoclines à houx, des pelouses-ourlets et les hêtraies calcicoles de pente, est localisée à l'extrémité sud du territoire communal et n'y couvre qu'une superficie de moins de 3 ha.
- ZNIEFF  de  type  2  n°220420016  dite  « Vallées  du  Thérain  et  du  petit Thérain en amont de Troissereux ». Cette ZNIEFF comprend  des pelouses calcicoles, des ourlets, des  éboulis, des  bois  thermocalcicoles, des  bois  de  pente  nord, des  aulnaies  à sphaignes, des bois acides à myrtille et des pâtures humides oligotrophe. Sur  la  commune  de  Feuquières, le  périmètre  de  cette  ZNIEFF  est  exactement  le même que celui de la ZNIEFF de type 1 ci-dessus.

## Urbanisme

### Typologie
Au 1er janvier 2024, Feuquières est catégorisée bourg rural, selon la nouvelle grille communale de densité à sept niveaux définie par l'Insee en 2022.
Elle appartient à l'unité urbaine de Feuquières, une agglomération intra-départementale regroupant trois  communes, dont elle est ville-centre,,. Par ailleurs la commune fait partie de l'aire d'attraction de Beauvais, dont elle est une commune de la couronne,. Cette aire, qui regroupe 162 communes, est catégorisée dans les aires de 50 000 à moins de 200 000 habitants,.

### Occupation des sols
L'occupation des sols de la commune, telle qu'elle ressort de la base de données européenne d'occupation biophysique des sols Corine Land Cover (CLC), est marquée par l'importance des territoires agricoles (91,5 % en 2018), en diminution par rapport à 1990 (93,4 %). La répartition détaillée en 2018 est la suivante : 
terres arables (69,5 %), prairies (15 %), zones agricoles hétérogènes (6,9 %), zones urbanisées (6,3 %), zones industrielles ou commerciales et réseaux de communication (2,1 %), forêts (0,1 %). L'évolution de l'occupation des sols de la commune et de ses infrastructures peut être observée sur les différentes représentations cartographiques du territoire : la carte de Cassini (XVIIIe siècle), la carte d'état-major (1820-1866) et les cartes ou photos aériennes de l'IGN pour la période actuelle (1950 à aujourd'hui).

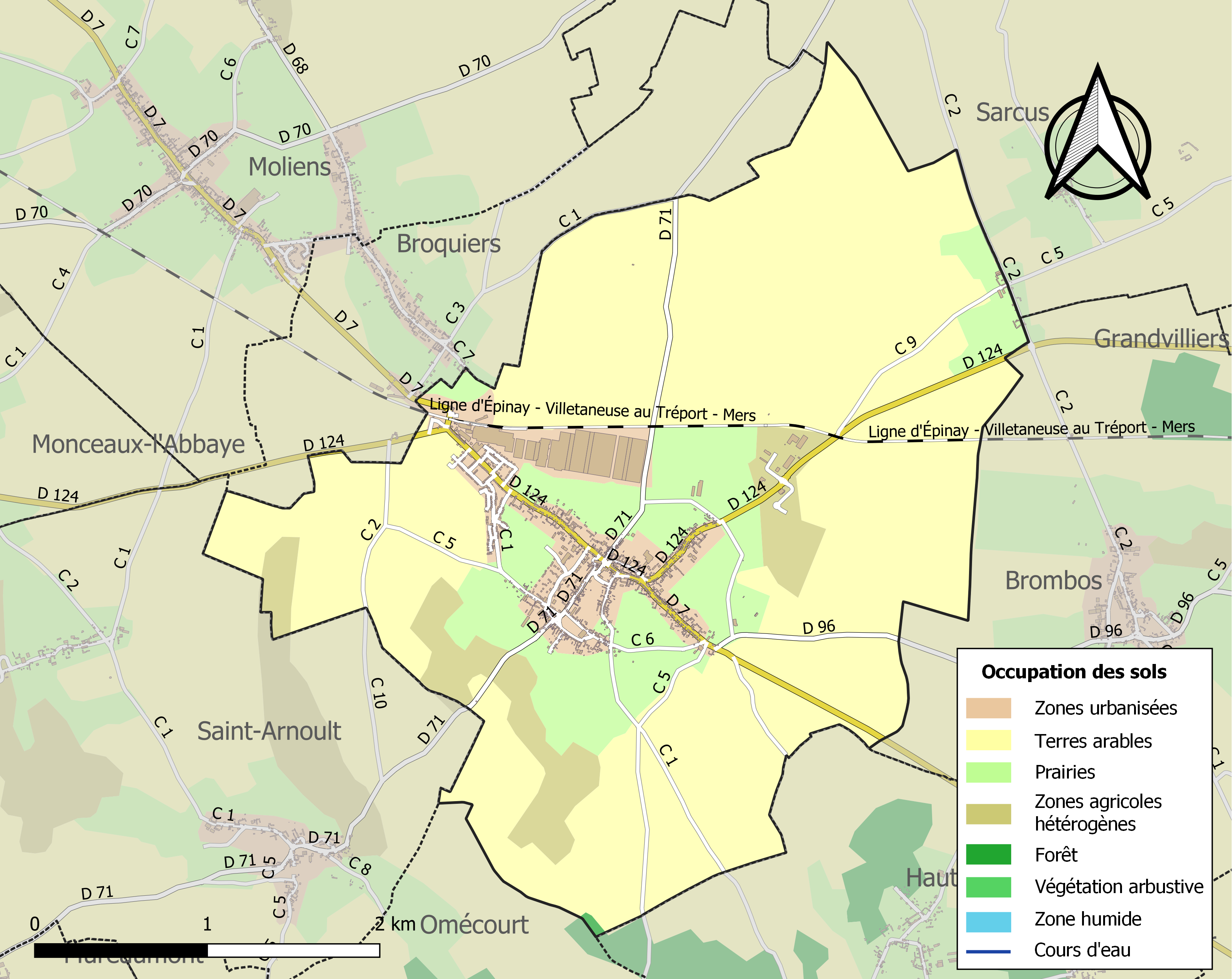
Carte des infrastructures et de l'occupation des sols de la commune en 2018 (CLC).

### Habitat et logement
En 2019, le nombre total de logements dans la commune était de 714, alors qu'il était de 716 en 2014 et de 650 en 2009.
Parmi ces logements, 82,3 % étaient des résidences principales, 2,4 % des résidences secondaires et 15,3 % des logements vacants. Ces logements étaient pour 82,4 % d'entre eux des maisons individuelles et pour 17,6 % des appartements.
Le tableau ci-dessous présente la typologie des logements à Feuquières en 2019 en comparaison avec celle de l'Oise et de la France entière. Une caractéristique marquante du parc de logements est ainsi une proportion de résidences secondaires et logements occasionnels (2,4 %) supérieure à celle du département (2,4 %) et à celle de la France entière (9,7 %). Concernant le statut d'occupation de ces logements, 53,6 % des habitants de la commune sont propriétaires de leur logement (54,1 % en 2014), contre 61,4 % pour l'Oise et 57,5 pour la France entière.
| Typologie                                               | Feuquières | Oise | France entière |
| ------------------------------------------------------- | ---------- | ---- | -------------- |
| Résidences principales (en %)                           | 82,3       | 90,4 | 82,1           |
| Résidences secondaires et logements occasionnels (en %) | 2,4        | 2,4  | 9,7            |
| Logements vacants (en %)                                | 15,3       | 7,1  | 8,2            |

### Projets d'aménagement
Une salle des fêtes va être construite dans le nouveau lotissement, entre la rue des Tilleuls et la rue des Ormes, en remplacement de celle construite en 1979 place du Frayer, vétuste, amiantée et passoire énergétique,.
Ce lotissement qui comportera une cinquantaine de logements dans un environnement végétal sera un éco-quartier.
Parallèlement est envisagée la construction d'un béguinage situé près de la crèche de l'entreprise Saverglass, constitué d'une vingtaine de logements en location destinés à des personnes âgées non dépendantes,.

### Voies de communication et transports

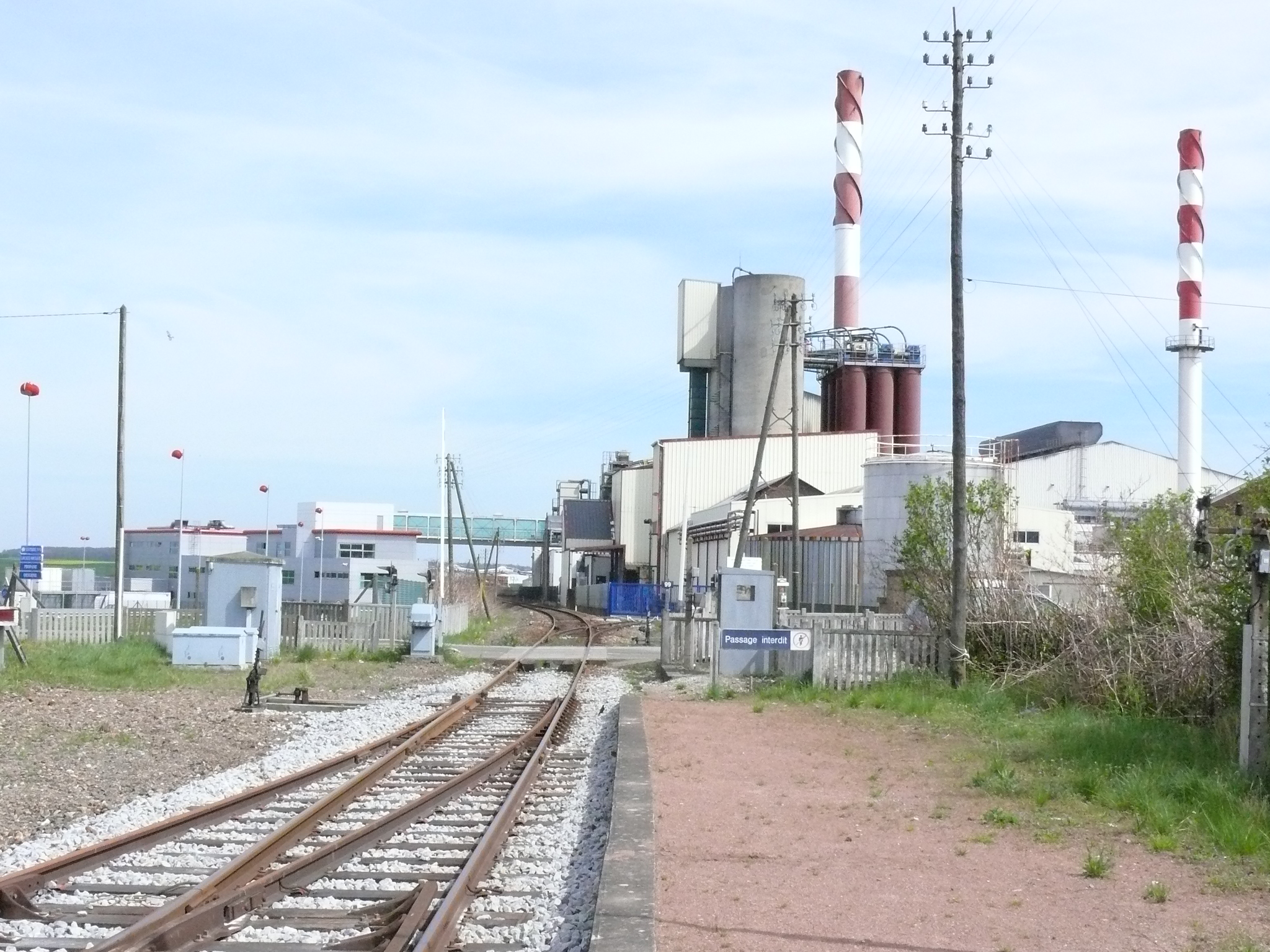
La ligne de chemin de fer et l'embranchement industriel de l'entreprise Saverglass.

La commune est traversée par les routes départementales no 7 provenant de Marseille-en-Beauvaisis et d'Abancourt et no 124 provenant de Grandvilliers et de Formerie. Cette dernière constitue l'axe principal de la commune et support un trafic journalier moyen important, en 2015 de 2151 véhicules dont 10,9 % de poids lourds
Elle est desservie par une halte ferroviaire, la gare de Feuquières - Broquiers, qui la relie à Beauvais sur la ligne d'Épinay - Villetaneuse au Tréport - Mers.
La commune est desservie, en 2023, par les lignes 625, 6103, 6113, 6124 et 6151 du réseau interurbain de l'Oise.

## Toponymie
Le nom de la localité est attesté sous les formes Fulcherias (1146) ; Filcherioe (1146) ; Fulcherioe (1148) ; apud Felcherias (1178) ; in villa Fulcheriarum (1178) ; Folquerioe (1190) ; de Felcheriis (1190) ; Felquieres (1200) ; de Felkeriis (vers 1200) ; Felchere (1200) ; Felquerioe (1201) ; Feuchieres (1214) ; Fulcerioe (1216) ; Feucheres (1216) ; Feukier (1221) ; Fekieres (1221) ; Felkiers (1221) ; de Feucheriis (1223) ; Feukieres (1223) ; Feuquieres (1236) ; Feuqueres (1240) ; le vile de Feukieres (1259) ; Fulchorioe (1260) ; Foucherias (1260) ; inter Fulcherias et Brunbos (1261) ; in territorio de Feukeres (1262) ; Feuquerioe (1269) ; Feuquieres en beauvoisis (1454) ; Feuquières (1840)
.
Le nom de Feuquières signifie « Pays des fougères ».

## Histoire

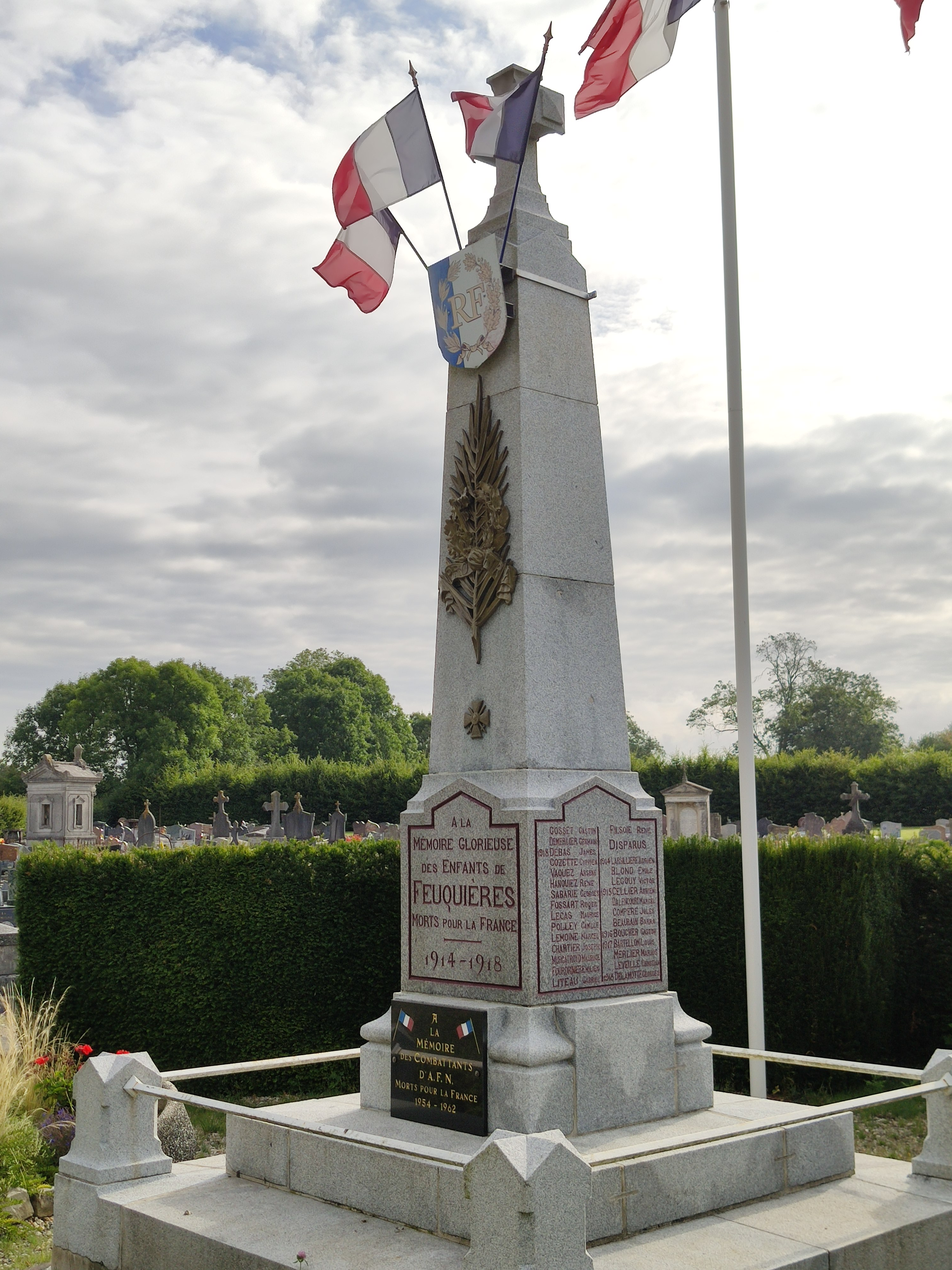
Le monument aux morts.

### Temps modernes
Feuquières était le siège d'un marquisat au XVIIe siècle

### Époque contemporaine
En 1875 est mise en service par la compagnie des chemins de fer du Nord la section Beauvais - Abancourt de sa ligne d'Épinay - Villetaneuse au Tréport - Mers, facilitant les déplacements des habitants vers Beauvais, Paris, Amiens et Rouen, et favorisant le développement économique du secteur.
La verrerie, ancêtre de Saverglass, a été créé en 1897. Elle était exploitée en 1908 par M. Letellier. On en a fêté en 2017 le 120e anniversaire.
À la fin de la Première Guerre mondiale, en 1918, l'armée française réalise en 100 jours la ligne de Feuquières à Ponthoile (dite de ce fait « ligne des Cent jours ») longue de 89 km destinée à desservir le front sans être sous le feu de l'armée ennemie. Cette ligne n'a pas eu d'usage civil et a été déposée peu après la fin du conflit.
Durant la Seconde Guerre mondiale, un avion allié Lancaster de retour du bombardement du 21 avril 1944  sur les installations ferroviaires de la porte de la Chapelle à Paris est abattu par un chasseur allemand et s'écrase à Feuquières, tuant son équipage constitué de John Atkinson (Anglais), Edmond Tinker (Canadien), James W.Randall, JackS. Thomson (Nouvelle-Zélande), Peter H.French (Anglais) et Robert Thomfson (Anglais). Leurs corps reposent au carré militaire du cimetière de Poix-de-Picardie. Seul Robert Hortie, qui a pu s'éjecter avant le crash, survit et est soigné par la famille Caron de Saint-Maur, avant d'être envoyé à Marseille-en-Beauvaisis dans un réseau de résistanc.

## Politique et administration

### Rattachements administratifs et électoraux
La commune se trouve dans l'arrondissement de Beauvais du département de l'Oise. Pour l'élection des députés, elle fait partie de la première circonscription de l'Oise.
Elle fait partie du canton de Grandvilliers. Dans le cadre du redécoupage cantonal de 2014 en France, ce canton, dont la commune est toujours membre, est modifié, passant de 23 à 101 communes.

### Intercommunalité
La commune fait partie de la communauté de communes de la Picardie verte créée le 31 décembre 1996, et qui succédait notamment au SIVOM  de Grandvilliers (23 communes, créé le 6 février 1965).

### Liste des maires
| Période                                  | Période                         | Identité             | Étiquette | Qualité |
| ---------------------------------------- | ------------------------------- | -------------------- | --------- | --- |
| Les données manquantes sont à compléter. |                                 |                      |           | |
| avant 1968                               | après 1968                      | Raymond Pesquet      |           | |
| Les données manquantes sont à compléter. |                                 |                      |           | |
| 1983                                     | 1989                            | Georges Biron        |           | |
| 1989                                     | 2001                            | Denis Dupont,        |           | Retraité de Kindy à Moliens Chef de corps des sapeurs-pompiers communaux (1982 → 1985)                                                                                  |
| mars 2001                                | 2008                            | Georges Biron        |           | |
| mars 2008                                | 3 décembre 2009                 | Gérard Renet         |           | Artisan menuisier à la retraite Décédé en fonction |
| 22 janvier 2010                          | En cours (au 13 septembre 2022) | Jean-Pierre Estienne |           | Colonel de l'armée de terre à la retraite Ancien directeur départemental de la Prévention routière Vice-président de la CCPV ( 2014 → ) Réélu pour le mandat 2020-2026, |

### Distinctions et labels

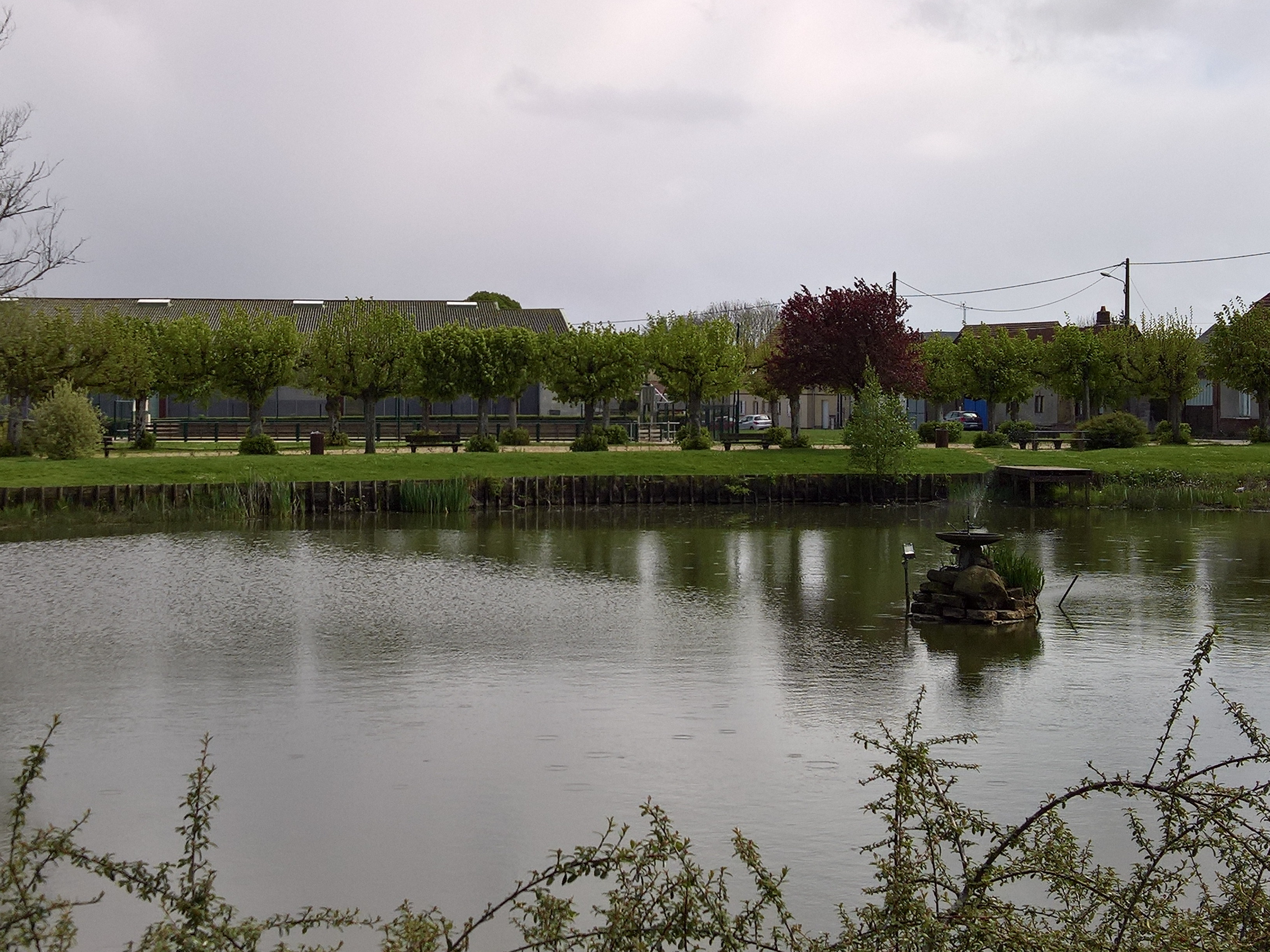
L'étang de la place du Frayer a été aménagé en promenade publique.

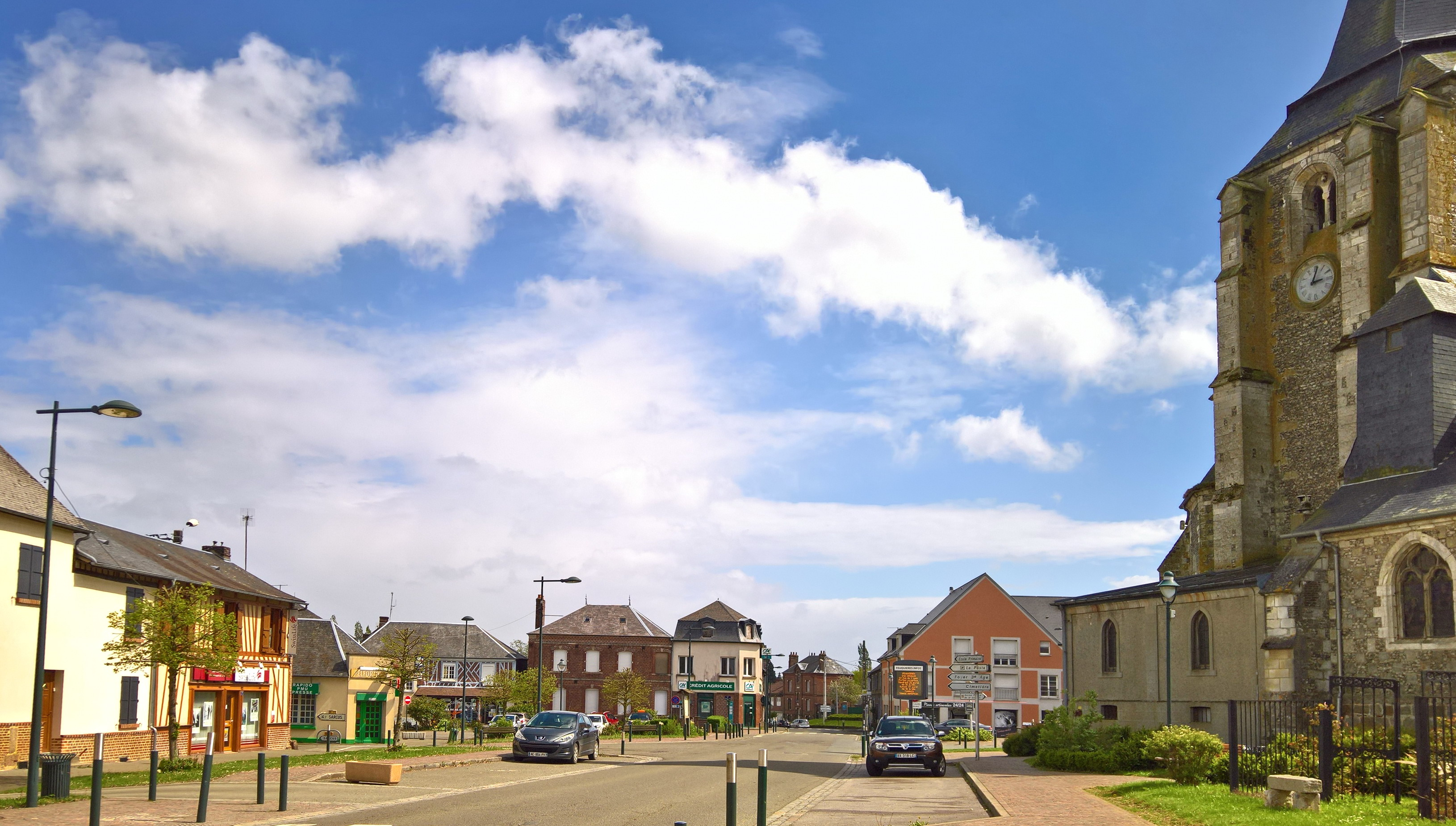
La place du bourg et l'église.

La commune fait de longue date des efforts en matière de fleurissement, reconnues dès 1967 par un premier prix départemental, puis une fleur en 2013 au concours des villes et villages fleuris, et espère obtenir une seconde fleur lors du concours de 2019.
La deuxième fleur a été en fait acquise dès 2016.

## Équipements et services publics

### Eau et déchets
Une déchèterie gérée par l'intercommunalité se trouve à Feuquières, près de la route de Grandvilliers.

### Enseignement
La commune administre une école élémentaire publique : Jean-de-la-Fontaine.
L'entreprise Saverglass a créé une crèche d'entreprise en 2021, la crèche « Saverkids ». 20 berceaux sont réservés aux salariés, 3 à l'intercommunalité, mais elle est ouverte à tous les enfants du territoire,.

### Santé
Un local médical a été aménagé en 2021/2022 par la municipalité dans l'ancien bureau de poste, près de la pharmacie, et accueille depuis un médecin généraliste et un cardiologue.

### Autres équipements
La commune a aménagé une salle multifonction dans la caserne de l'ancien centre de première intervention des pompiers. Elle a été dénommée Salle Denis-Dupont, du nom de l'ancien maire et chef du corps des sapeurs-pompiers volontaires de la commune. Le coût de ces travaux s'est élevé à 200 000 €, subventionnés à 28 % par le département, 40 % par l'État (DETR) et 24 000 € par le syndicat d'énergie de l'Oise.
Une épicerie solidaire, gérée par le centre social rural de Grandvilliers, est installée à Feuquières depuis juillet 2020 et permet à des personnes en difficulté habitant dans 64 des communes de la communauté de communes de la Picardie verte de trouver temporairement  des provisions à prix avantageux,.

## Population et société

### Démographie

#### Évolution démographique
L'évolution du nombre d'habitants est connue à travers les recensements de la population effectués dans la commune depuis 1793. Pour les communes de moins de 10 000 habitants, une enquête de recensement portant sur toute la population est réalisée tous les cinq ans, les populations de référence des années intermédiaires étant quant à elles estimées par interpolation ou extrapolation. Pour la commune, le premier recensement exhaustif entrant dans le cadre du nouveau dispositif a été réalisé en 2008.

En 2022, la commune comptait 1 396 habitants, en évolution de −2,45 % par rapport à 2016 (Oise : +0,87 %, France hors Mayotte : +2,11 %).
| 1793  | 1800  | 1806  | 1821  | 1831  | 1836  | 1841  | 1846  | 1851  |
| ----- | ----- | ----- | ----- | ----- | ----- | ----- | ----- | ----- |
| 1 302 | 1 301 | 1 292 | 1 280 | 1 329 | 1 295 | 1 331 | 1 327 | 1 311 |

| 1856  | 1861  | 1866  | 1872  | 1876  | 1881  | 1886  | 1891  | 1896  |
| ----- | ----- | ----- | ----- | ----- | ----- | ----- | ----- | ----- |
| 1 285 | 1 231 | 1 227 | 1 181 | 1 170 | 1 248 | 1 227 | 1 236 | 1 052 |

| 1901  | 1906  | 1911  | 1921  | 1926  | 1931  | 1936 | 1946  | 1954  |
| ----- | ----- | ----- | ----- | ----- | ----- | ---- | ----- | ----- |
| 1 203 | 1 232 | 1 184 | 1 031 | 1 039 | 1 043 | 960  | 1 032 | 1 117 |

| 1962  | 1968  | 1975  | 1982  | 1990  | 1999  | 2006  | 2008  | 2013  |
| ----- | ----- | ----- | ----- | ----- | ----- | ----- | ----- | ----- |
| 1 158 | 1 238 | 1 524 | 1 561 | 1 397 | 1 550 | 1 568 | 1 574 | 1 512 |

| 2018  | 2022  | - | - | - | - | - | - | - |
| ----- | ----- | - | - | - | - | - | - | - |
| 1 377 | 1 396 | - | - | - | - | - | - | - |

#### Pyramide des âges
La population de la commune est relativement jeune.
En 2018, le taux de personnes d'un âge inférieur à 30 ans s'élève à 37,6 %, soit au-dessus de la moyenne départementale (37,3 %). À l'inverse, le taux de personnes d'âge supérieur à 60 ans est de 25,3 % la même année, alors qu'il est de 22,8 % au niveau départemental.
En 2018, la commune comptait 680 hommes pour 697 femmes, soit un taux de 50,62 % de femmes, légèrement inférieur au taux départemental (51,11 %).
Les pyramides des âges de la commune et du département s'établissent comme suit.
| Hommes | Classe d’âge | Femmes |
| ------ | ------------ | ------ |
| 0,1    | 90 ou +      | 1,3    |
| 6,0    | 75-89 ans    | 9,0    |
| 16,6   | 60-74 ans    | 17,4   |
| 23,2   | 45-59 ans    | 19,9   |
| 14,1   | 30-44 ans    | 17,1   |
| 20,1   | 15-29 ans    | 13,5   |
| 19,7   | 0-14 ans     | 21,8   |

| Hommes | Classe d’âge | Femmes |
| ------ | ------------ | ------ |
| 0,5    | 90 ou +      | 1,4    |
| 5,5    | 75-89 ans    | 7,6    |
| 15,6   | 60-74 ans    | 16,3   |
| 20,8   | 45-59 ans    | 20     |
| 19,4   | 30-44 ans    | 19,4   |
| 17,6   | 15-29 ans    | 16,2   |
| 20,6   | 0-14 ans     | 19,1   |

### Manifestations culturelles et festivités
- Le Trail sibérien, une  course nature semi-nocturne ouverte, ouverte aux hommes et femmes  à partir de la catégorie école d'athlétisme, licenciés ou non, qui emprunte en grande partie des sentiers non bitumés de Feuquières et ses environs[47].

## Économie

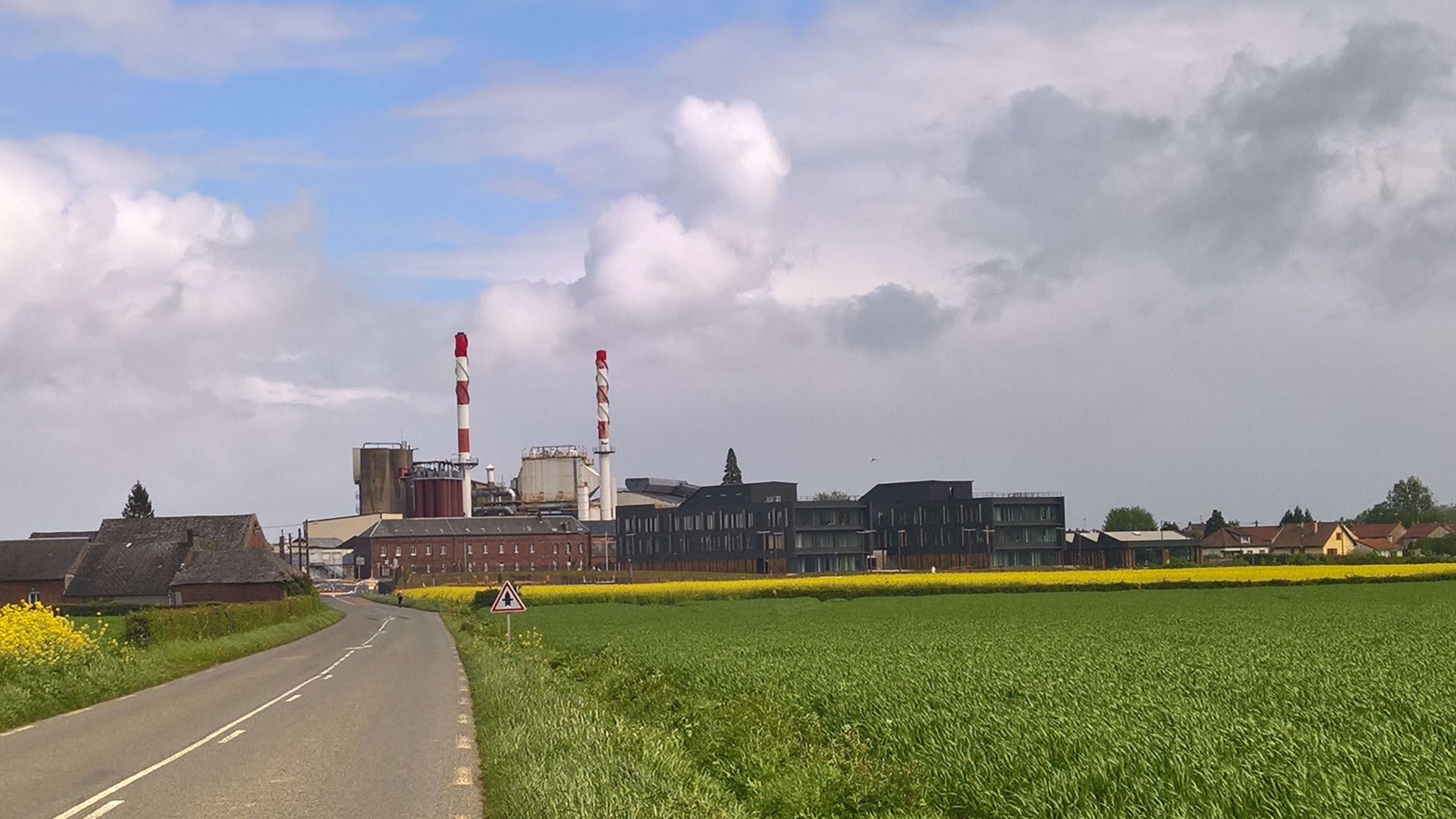
L'usine Saverglass, à l'entrée du bourg venant de Formerie, et le nouveau siège social de l'entreprise, au centre du cliché.

Feuquières accueille depuis 1897 la verrerie Saverglass, spécialisée dans la production de bouteilles, carafes et flacons de luxe (1 600 salariés environ en 2016), qui est l'une des entreprises titulaires du label Vallée de la Bresle - Glass Valley  spécialisée dans le flaconnage de luxe. L'entreprise construit son nouveau siège social à Feuquières en 2017-18,,.

## Culture locale et patrimoine

### Lieux et monuments
- Église Notre-Dame des XIIIe et XVIe siècles, qui dépendait de l'abbaye Saint-Germer-de-Fly. Elle est constituée d'une longue nef bordée d'un seul bas-côté, au nord et débouchant sur un chœur formé d'une travée droite sous clocher et d'une abside à cinq pans. La nef est bâtie en appareillage en damier de grès et silex. Au XVIe siècle, trois travées sont ajoutées à l'ouest de la nef[52],[19].

L'église Notre-Dame
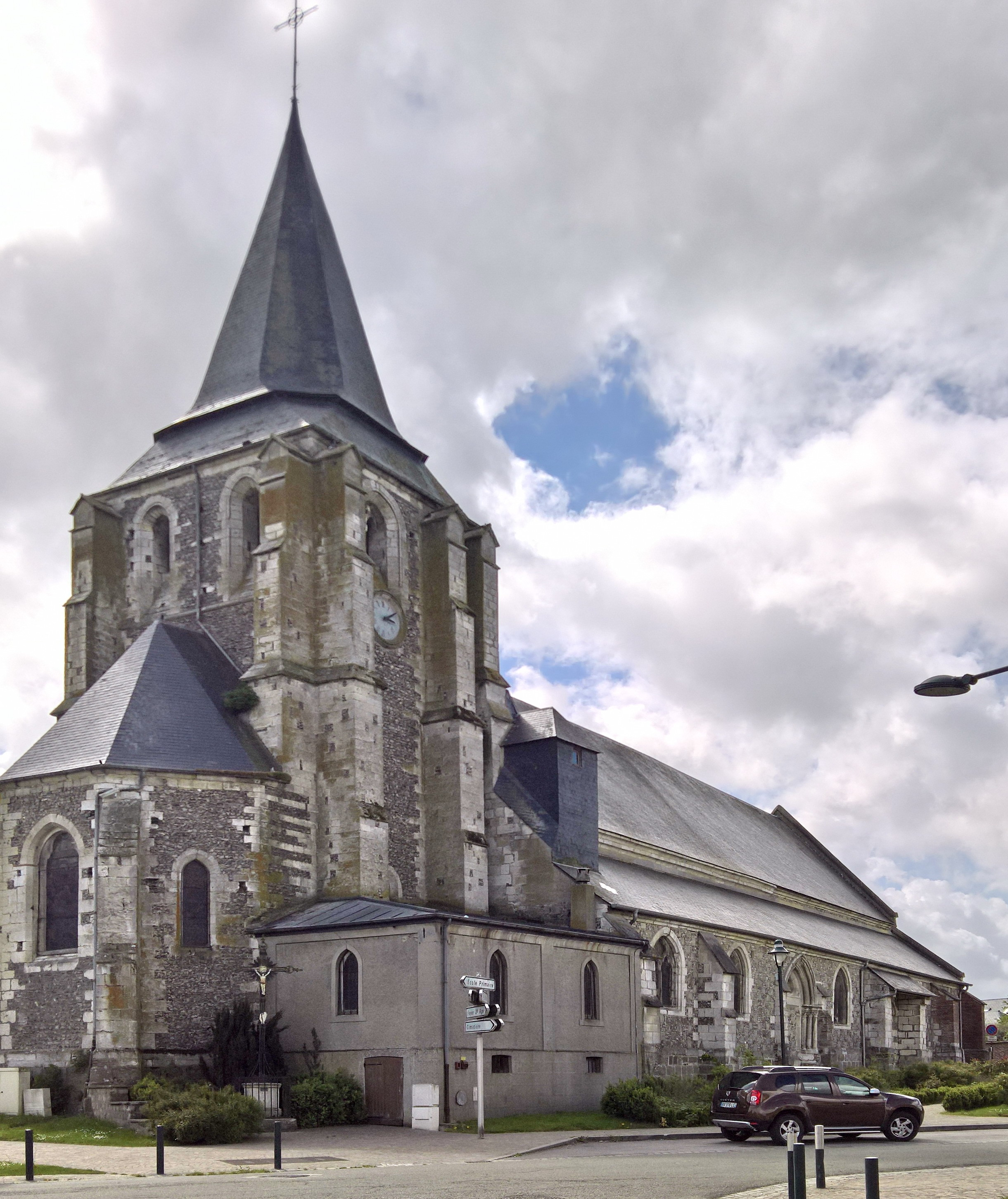
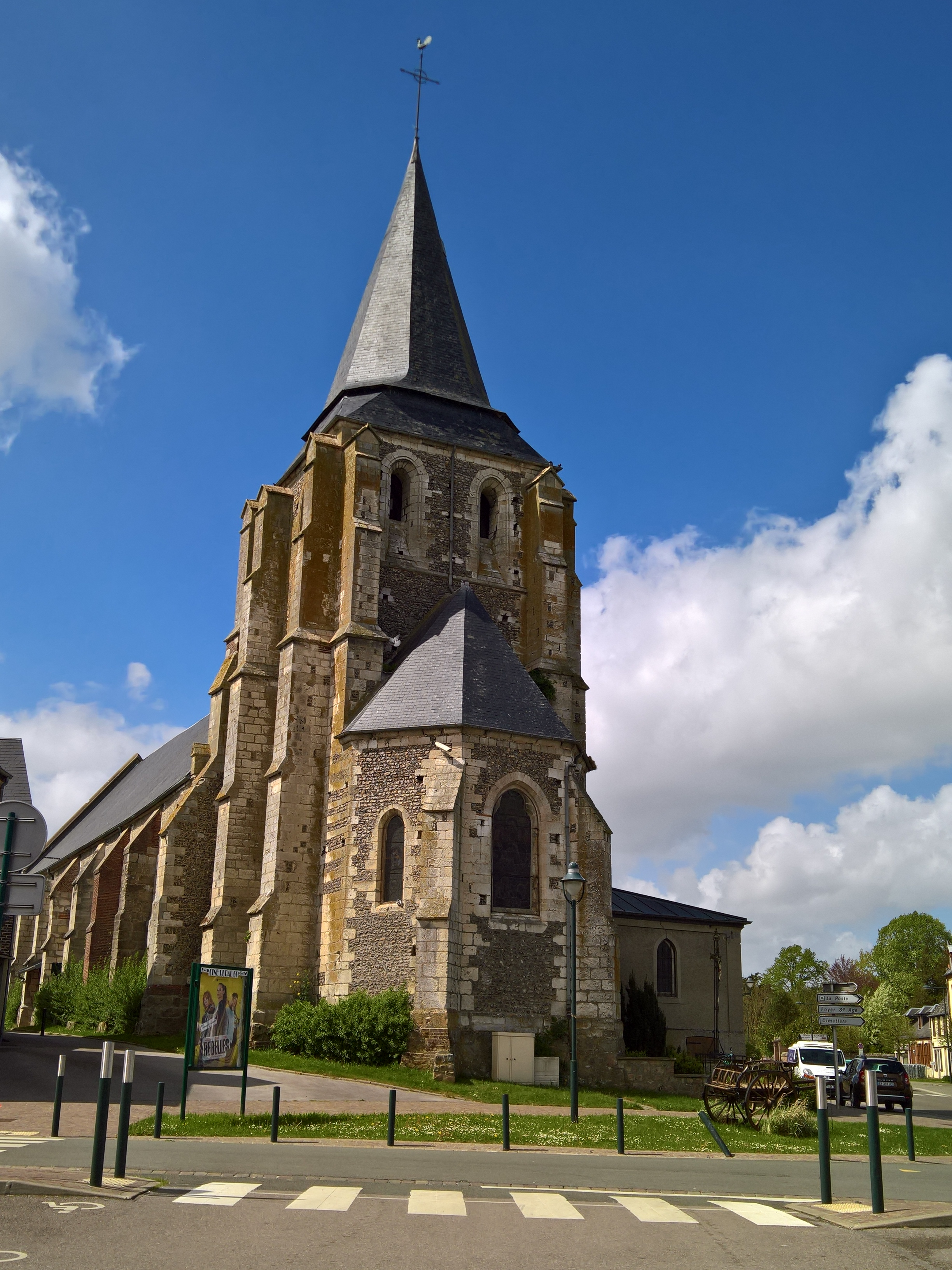
L'abside.
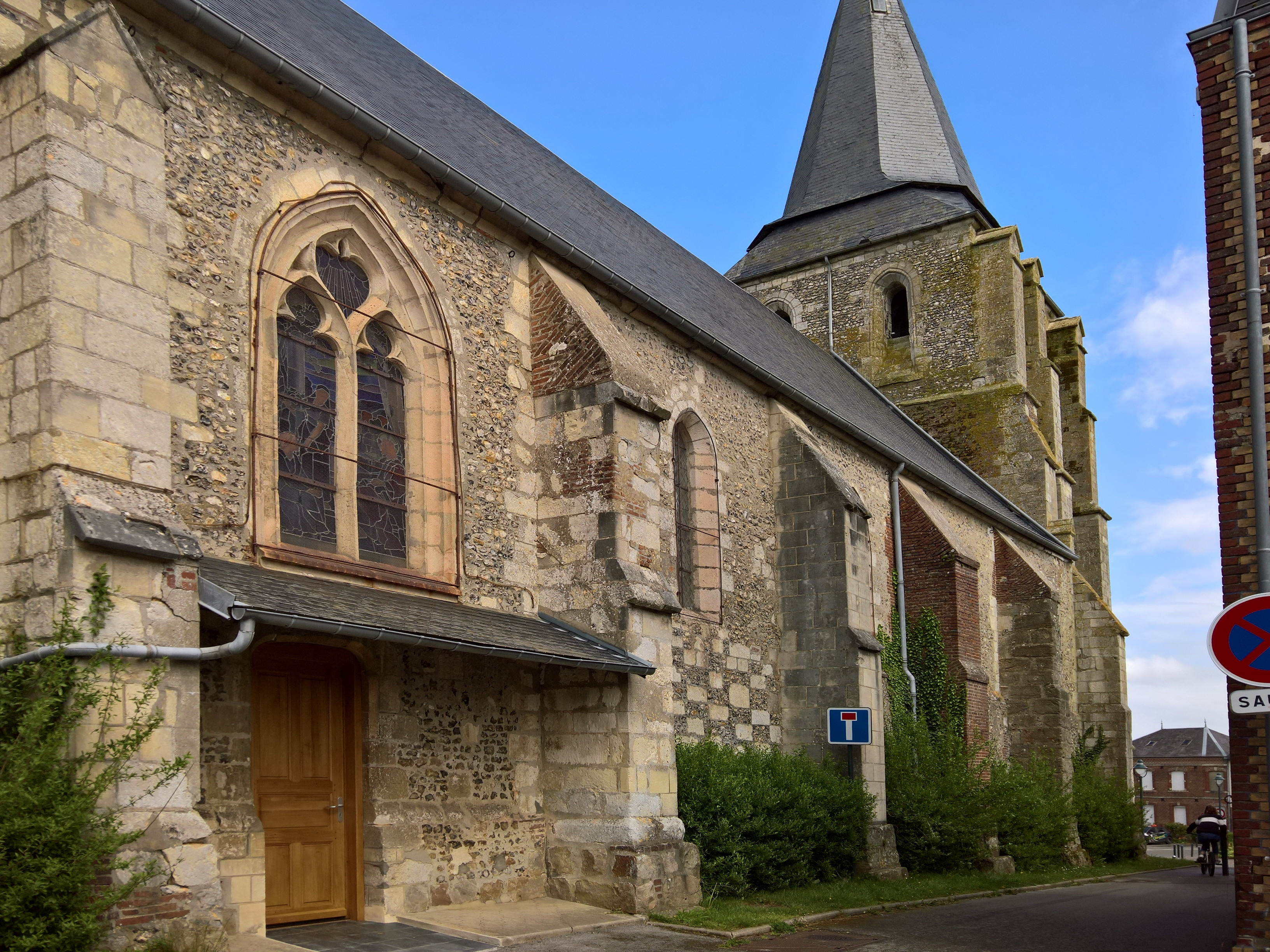
Côté sud
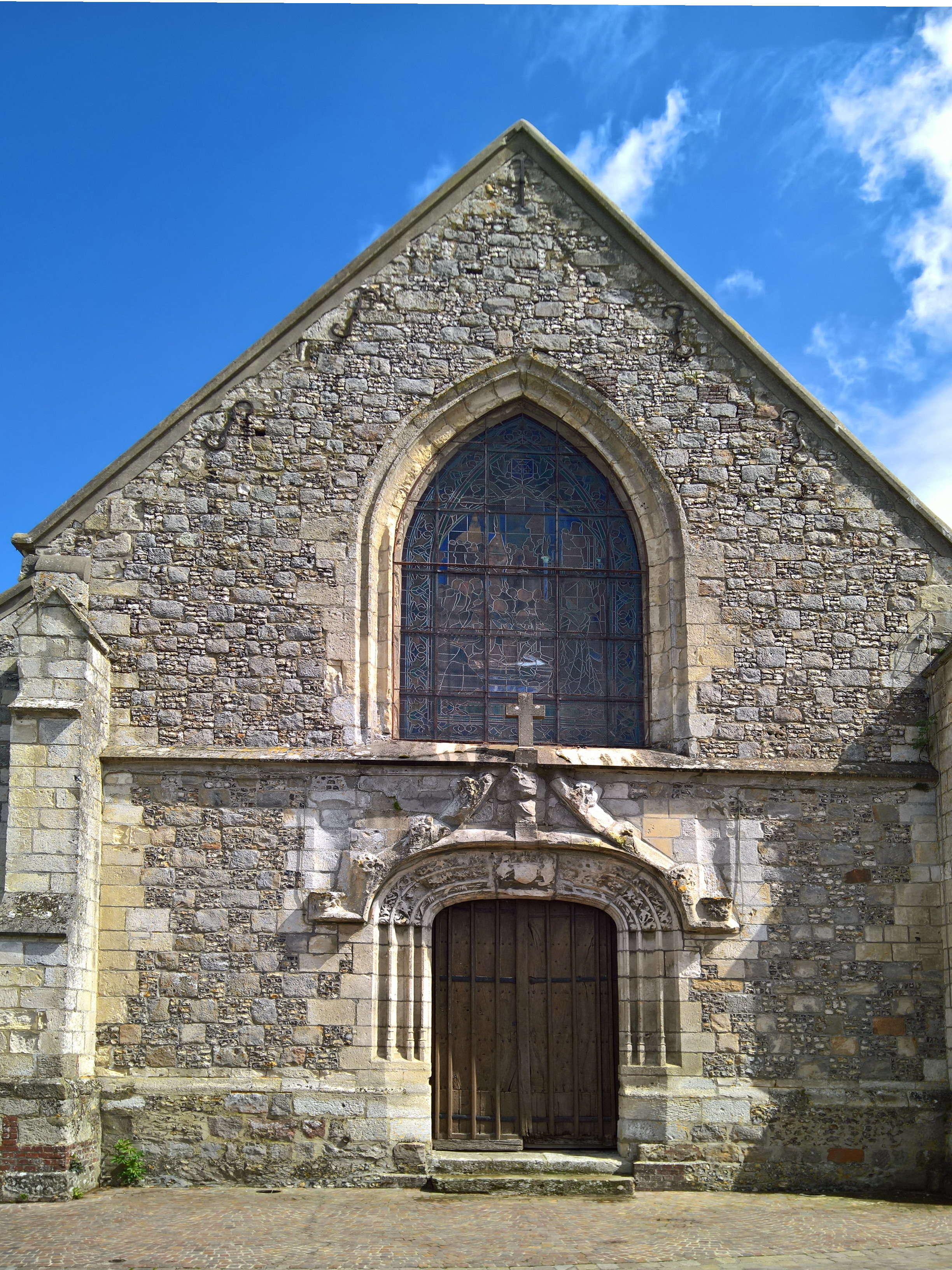
Façade
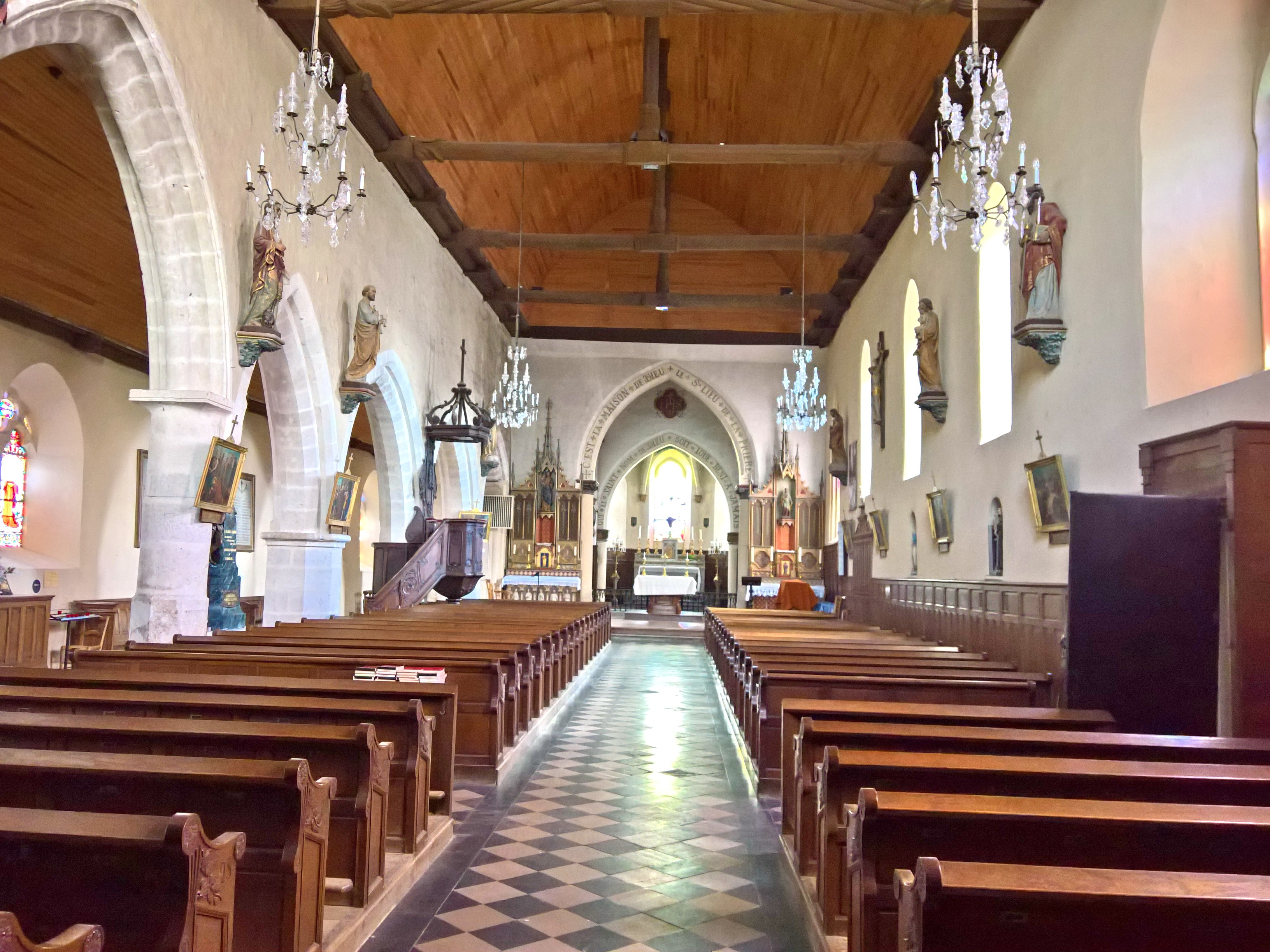
La nef
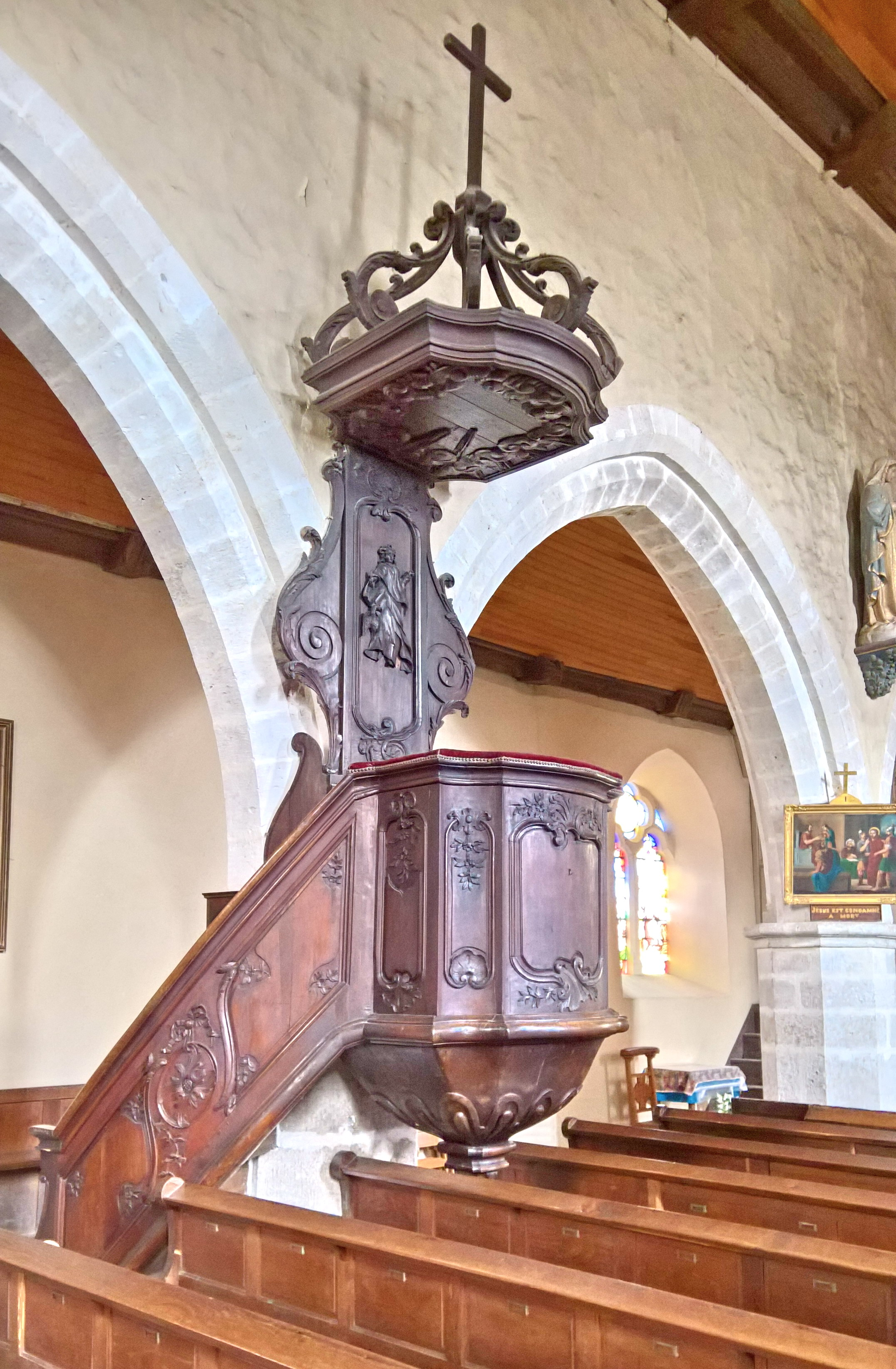
Chaire, de style Louis XV
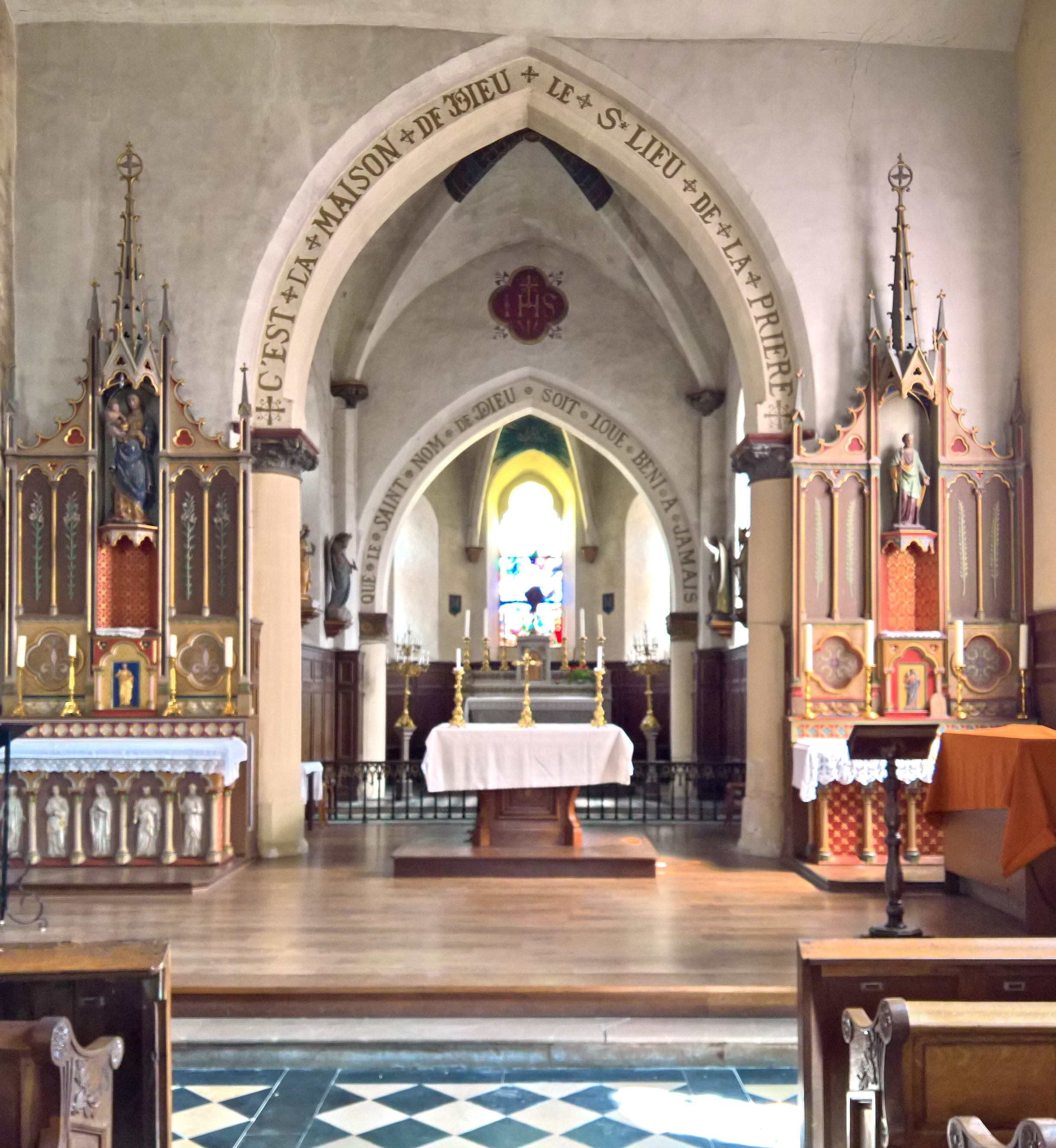
Le chœur et les autels.
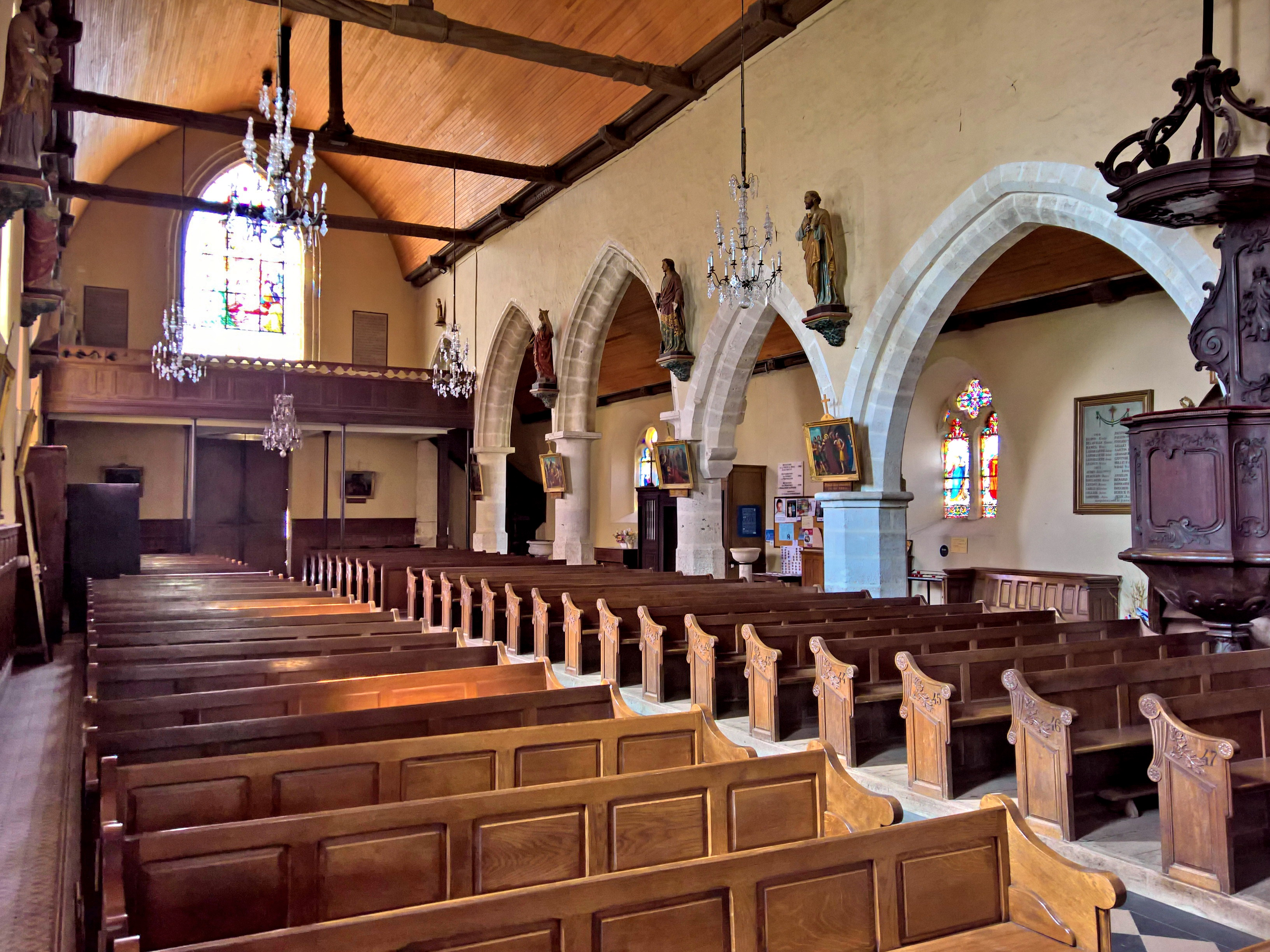
La nef et la tribune.

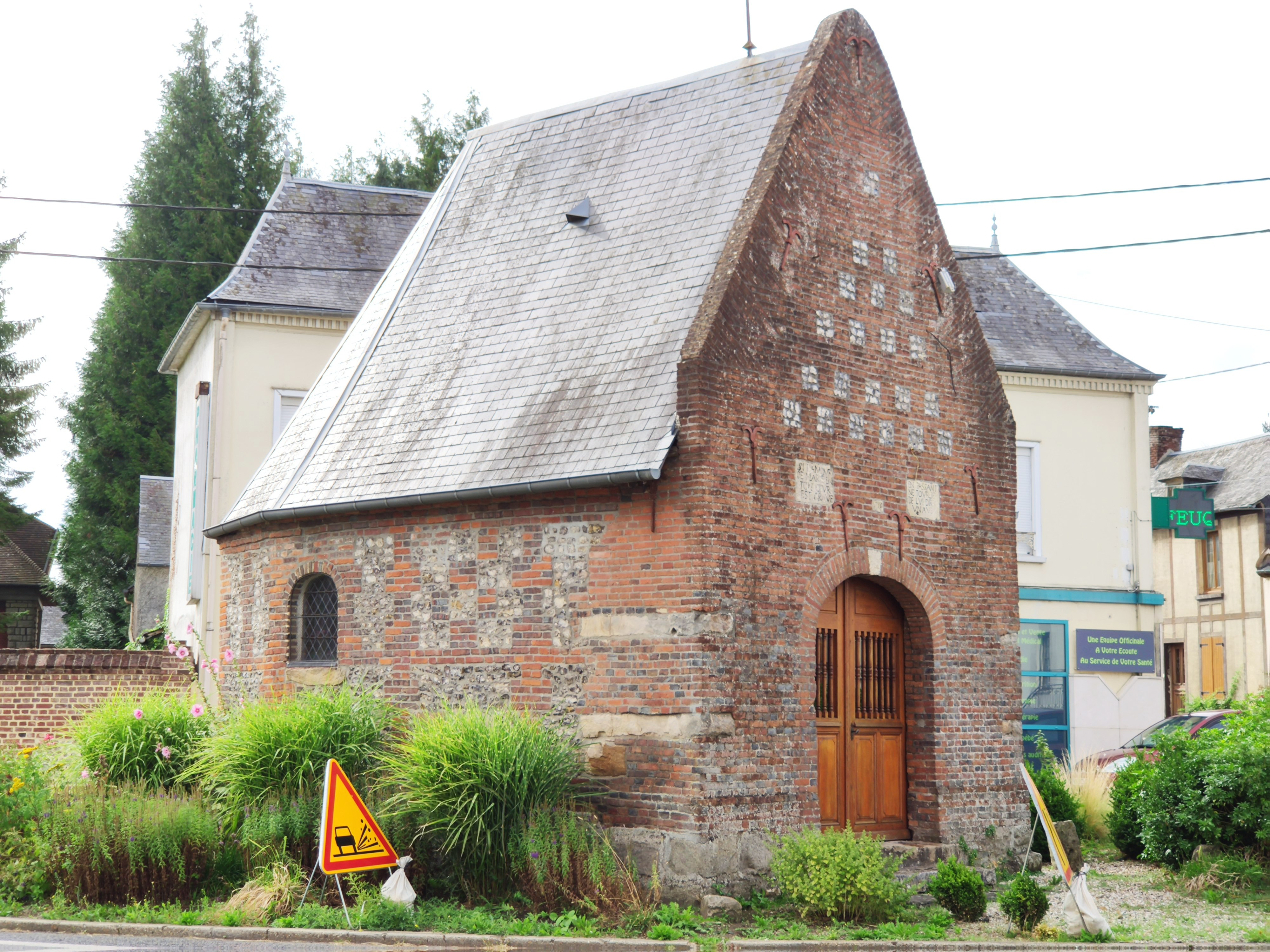
La chapelle Notre-Dame.

- La commune comprend cinq chapelles[20] :
  - Chapelle Sainte-Anne, au cœur du bourg, datant de 1657, rénovée en 2014 par la municipalité et des bénévoles[53],[54] ;
  - Notre-dame de Bonsecours, de 1620 ;
  - Saint-Roc ;
  - Saint-Adrien ;
  - Notre-dame de Pitié.
- De nombreux randonneurs emprumtent les sentiers de la commune pour se rendre au Mont-Saint-Michel. La municipalité a décidé en 2022 d'aménager un gite à leur destination dans une maison située face  à la crèche d'entreprise de Saverglass[55].

### Personnalités liées à la commune

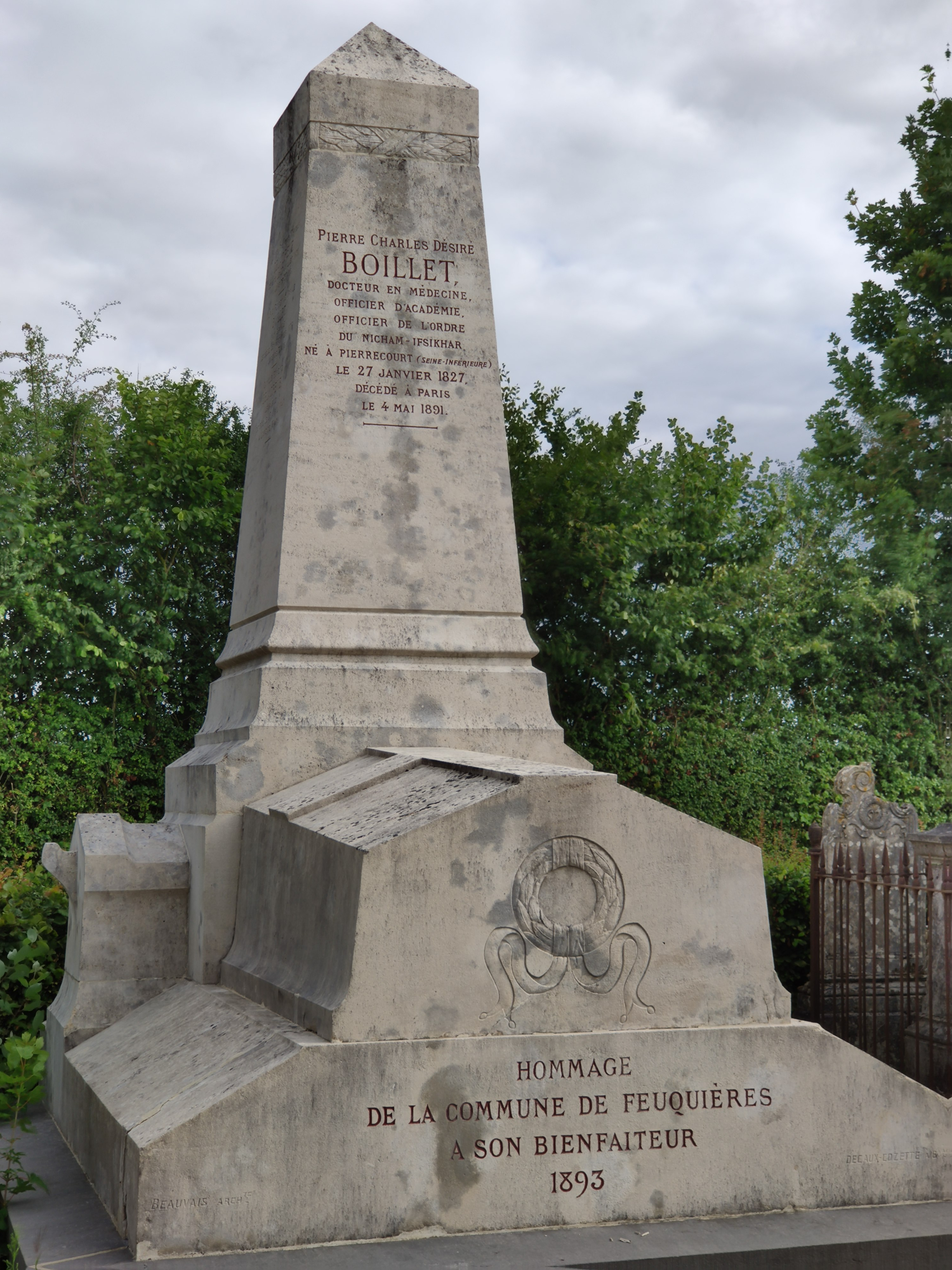
Monument funéraire de Pierre Boilet, « bienfaiteur de la commune ».

- Marie Baurieux, propriétaire d'une imprimerie pendant la Seconde Guerre mondiale, a été dénoncée par des voisins à l'occupant allemand.Elle aurait en effet imprimé des tracts de la Résistance, et a été déportée et est morte à Ravensbrück le 27 décembre 1944[19],[56].
- Manassès de Pas de Feuquières (1590-1640) marquis de Feuquières[57] ainsi que sa descendance.
- Charles Lenglier (1748-1807), homme politique, député du tiers état aux États généraux de 1789.
- Pierre Charles Désiré Boillet (1827-1891), « bienfaiteur de la commune ». Son imposant monumént funéraire édifié par la commune se trouve dans le cimetière.

### Héraldique
| Blason de Feuquières | Blason  | Parti: au 1er d'or à la feuille de fougère de sinople, au 2e coupé au I de gueules au lion d'argent et au II d'azur à l'étoile d'argent. |
| Blason de Feuquières | Détails | Le statut officiel du blason reste à déterminer.                                                                                         |